# Yoland
Ne doit pas être confondu avec Yolande.
Yoland est un chien de race lévrier dont la légende est associée à l'histoire de Bretagne et plus particulièrement à la guerre de succession de Bretagne. 

## Légende
La légende, dont certains l'attribuent à une prophétie de Merlin, voudrait qu'en 1341, Jean le Bon, duc de Bretagne, sauva une sorcière du lynchage. Celle-ci, pour le remercier, lui offrit un jeune lévrier nommé Yoland dont elle déclara qu'il ne serait jamais fidèle qu'au duc de Bretagne. 
C'est la même année que va s'éteindre Jean le Bon, dont l'héritage revient à Jeanne de Penthièvre, épouse de Charles de Blois depuis 1337; ce qui provoque la colère de Jean II de Montfort, frère du défunt Jean III, et se considérant donc comme héritier légitime. C'est alors que va débuter la guerre de Succession de Bretagne. 
Au cours de celle-ci, Jean II de Montfort tombe aux mains des adversaires français et meurt lors du second siège d'Hennebont en 1345. Sa femme, Jeanne de Flandre, continue alors à mener le combat et envoie leur fils, Jean III, âgé de 5 ans, auprès d'Édouard III à Londres, afin de le protéger. 
Au bout de quelques années, Jean IV de Montfort, ayant épousé la fille d'Édouard III, vient continuer le combat face à Charles de Blois, jusqu'à la bataille d'Auray. 

### La bataille d'Auray

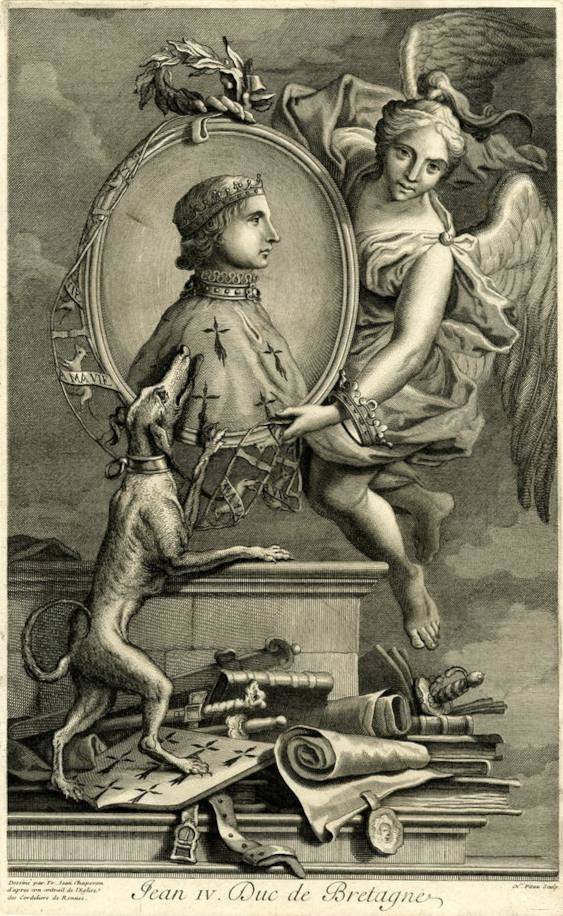
Portrait de Jean IV par Chaperon (1707) d’après un vitrail situé dans l’église des Cordeliers à Rennes, aujourd’hui détruite. Yoland est dressé sur les pattes arrière pour aller lécher le duc.

Charles de Blois, duc de Bretagne, est le maître du fidèle Yoland, toujours fringant vingt-trois ans après la mort de Jean III.
Lors de la bataille, les troupes de Charles de Blois sont alors à un jet de pierre de celles de Jean de Montfort. Charles jette un regard à son lévrier fétiche, et Yoland lui rend son regard, d'un air mélancolique. Puis, tout à coup, l'animal se précipite vers les rangs ennemis. Les capitaines de Charles de Blois ne savent que faire. Est-ce un signal d'attaque ? Le chien de la sorcière leur indique-t-il la victoire, ou au contraire la défaite ? Dans le camp de Jean de Montfort, on est tout aussi perplexe. Le chien vient-il sauter à la gorge du meneur ? 
Dans le camp des Bretons monfortistes, on se souvient également de la prophétie voulant que Yoland n'appartienne qu'au duc de Bretagne. Le lévrier s'approche alors de Jean de Montfort, se dresse sur ses pattes arrière, et vient lécher la main du cavalier : Yoland vient de faire allégeance. Et le soir même, Charles de Blois, n'était plus duc de Bretagne, périt au combat, tandis que le traité de Guérande, signé l'année suivante, fera de Jean III de Montfort le légitime duc de Bretagne, comme l'avait supposé l'intervention surnaturelle de Yoland.
Après le combat, on retrouva le corps de l'animal inanimé, non pas qu'un soldat ait osé porter atteinte à cet être sacré, mais le lévrier ayant rempli sa mission, son cœur avait simplement cessé de battre.